# بیل وید (بازیکن فوتبال)
بیل وید (انگلیسی: Bill Wade; ۲۲ مارس ۱۹۰۱ – ۲۳ اوت ۱۹۵۸) بازیکن فوتبال اهل بریتانیا بود.
از باشگاه‌هایی که در آن بازی کرده‌است می‌توان به باشگاه فوتبال پرستون نورث اند، باشگاه فوتبال وستهام یونایتد، و باشگاه فوتبال نلسون اشاره کرد.